# بينجامين مورينو
بينجامين مورينو (بالإسبانية: Benjamín Moreno)‏ هو لاعب كرة قدم إسباني في مركز الهجوم، ولد في 17 أبريل 1955 في غوارومان في إسبانيا، وتوفي في 1 مايو 2020 في مدريد في إسبانيا بسبب أمراض القلب. لعب مع نادي ليغانيس.